# Kirta
Kirta a hagyomány és a legendák szerint Mitanni alapítója és első királya, a hurrik államalapító törzsfője. A név a kortárs forrásokban nem szerepel, ezért történeti hitelessége kérdéses. Az bizonyos, hogy a Kirta fiának tekintett I. Suttarna uralkodása alatt már létezett Mitanni királysága, de nem ismert az állammá alakulás ideje és annak vezetője. I. Hattuszilisz már három évig hadakozott Észak-Szíriában a hurrik által elfoglalt Szanahuitta és Zaruna városok visszafoglalása miatt (Hattuszilisz körülbelül i. e. 1556-ban halt meg). Eléggé egyértelmű azonban a kapcsolat a Hettita Birodalom i. e. 1526-os, I. Murszilisz meggyilkolását követő összeomlása és az i. e. 1500 körülre tett hurri államalapítás között. Nem telt bele néhány évtizednél több, és Mitanni elfoglalta Hatti összes elérhető külbirtokát Észak-Szíriától Kizzuvatnáig.
Az asszír forrásokból úgy tűnik, hogy a Tigris felső szakasza és Anatólia középső vidéke között az i. e. 16. század folyamán megszűnt az összeköttetés. Az asszír kereskedő kolóniák (köztük Kanis is) elszakadt az anyaországtól, több kisebb fejedelemség jött létre, köztük Hajasa. A Tigristől a Pontoszi-hegységig terjedő területen ekkor még nem vetették meg a lábukat a hettiták sem, ezért a 16. századi asszír visszaszorulás egyik lehetséges okaként a később Hanigalbat területén letelepedő hurrik jöhetnek szóba. Asszíriának ezt a történelmi periódusát – az óasszír kor végét és a középasszír kor elejét – az amorita-hurrita asszírok korának is nevezik.
Kirta legendáját egy ugariti agyagtábla meséli el. Eszerint Kirta összes gyermeke meghalt, felesége elhagyta. A gyászoló királyt álmában Él látogatta meg, és elárulta neki, hogy az esőistenhez, Baálhoz kell segítségért fordulnia, majd vándorútra kell indulnia, hogy új feleséget keressen. Utazása közben Asera szentélyénél az istennő egy arany szobor felajánlását kérte tőle, amelynek fejében segít neki. Kirta végül megtalálta feleségét és gyermekeit, de a nagy örömben megfeledkezett a szoborról és Asera istennőről. Az istennő a királyt súlyos betegséggel büntette, majd meg is gyógyította, amikor végül is megkapta a felajánlást. Azonban legidősebb fia, Yassib nem látta szívesen a gyógyulását, és továbbra is királyként intézkedett mindenben. Kirta megátkozta őt, és a szöveg ezzel ér véget. Nem tudni, hogy csonka-e, vagy valóban itt a befejezése.
Az ugariti szöveg királyának és a hurri állam megalapítójának összekapcsolása csak I. Suttarna egy Alalahban talált pecsétje alapján lehetséges. Ez a Suttarna Mitanni első történetinek nevezhető királya, a pecsét felirata pedig: Kirta fia. Ez azonban lehet egy hagyományos formula is, a mitikus alapító ősre utaló fordulat.